# Tannenberg (Saxe)
Pour les articles homonymes, voir Tannenberg.
Tannenberg est une commune de Saxe (Allemagne), située dans l'arrondissement des Monts-Métallifères, dans le district de Chemnitz.